# Saison 15 de Secrets d'histoire
La quinzième saison de Secrets d'histoire est une émission de télévision historique présentée par Stéphane Bern.
Elle est diffusée du 4 janvier 2021 du 6 décembre 2021 sur France 3.

## Principe de l'émission
Chaque numéro retrace la vie d'un grand personnage de l'histoire et met en lumière des lieux hautement emblématiques du patrimoine.
Le reportage est constitué d'images d'archives, d'iconographies, de reconstitutions, ainsi que de visites de différents lieux en lien avec le sujet évoqué. Chaque séquence est entrecoupée d'entretiens avec des spécialistes (historiens, écrivains, archéologues, conservateurs de musée, etc.).

## Liste des épisodes inédits

### Néron, le tyran de Rome

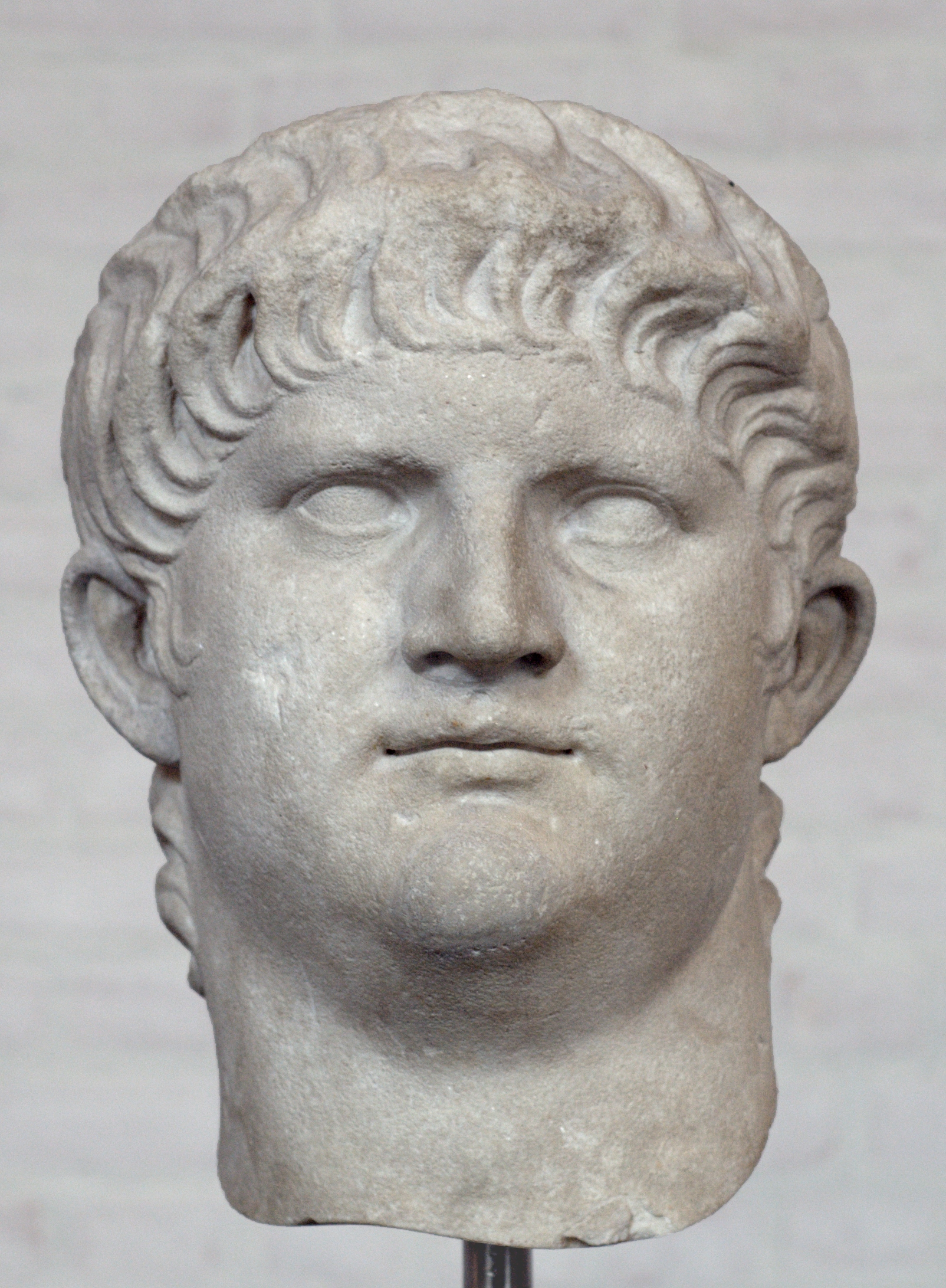
Néron (après 64), Glyptothèque de Munich.

#### Description
Ce numéro retrace la vie de l'empereur romain Néron, connu pour avoir assassiné sa mère Agrippine, et pour ses persécutions envers les chrétiens. Les sources antiques lui attribuent également la responsabilité du grand incendie de Rome en juillet 64 mais les études récentes tendent à l'innocenter.
Le reportage brosse le portrait d'un empereur à la personnalité complexe, passionné par les arts et l'ingénierie, et dont la postérité a longtemps retenu l'image d'un tyran mégalomane, cruel et pervers.

#### Première diffusion
- France : 4 janvier 2021

#### Accueil critique
Le magazine Télé 7 jours note : « Stéphane Bern nous propose de découvrir le portrait riche en couleurs et moins convenu que d’ordinaire d’un des empereurs les plus controversés de l’Antiquité romaine. C’est aussi l’occasion d’une plongée dans la Rome du Ier siècle apr. J.-C. ».

#### Lieux de tournage
Parmi les lieux visités par l'émission, on retrouve notamment les sites archéologiques d'Antium et des grottes de la Domus aurea (l'ancien palais impérial de Néron), les musées du Capitole à Rome mais également différents lieux emblématiques de la ville de Nîmes. Des associations locales de la ville ont d'ailleurs été mise à contribution pour le tournage des scènes de reconstitution,.

#### Liste des principaux intervenants
- Jean-Christian Petitfils - historien
- Claude Aziza - historien
- Jean-Yves Boriaud - historien
- Jean-Christophe Courtil - historien
- Virginie Girod - historienne
- Catherine Salles - historienne
- Christian-Georges Schwentzel - historien
- Philippe Séguy - écrivain
- Christophe Dickès - historien
- Nicolas Kirigkhadis - archéologue
- Stanis Perez - historien de la médecine
- Gabriele Romano - archéologue
- Éric Teyssier - historien[2],[7]

### Élisabeth, la drôle de Reine de Belgique

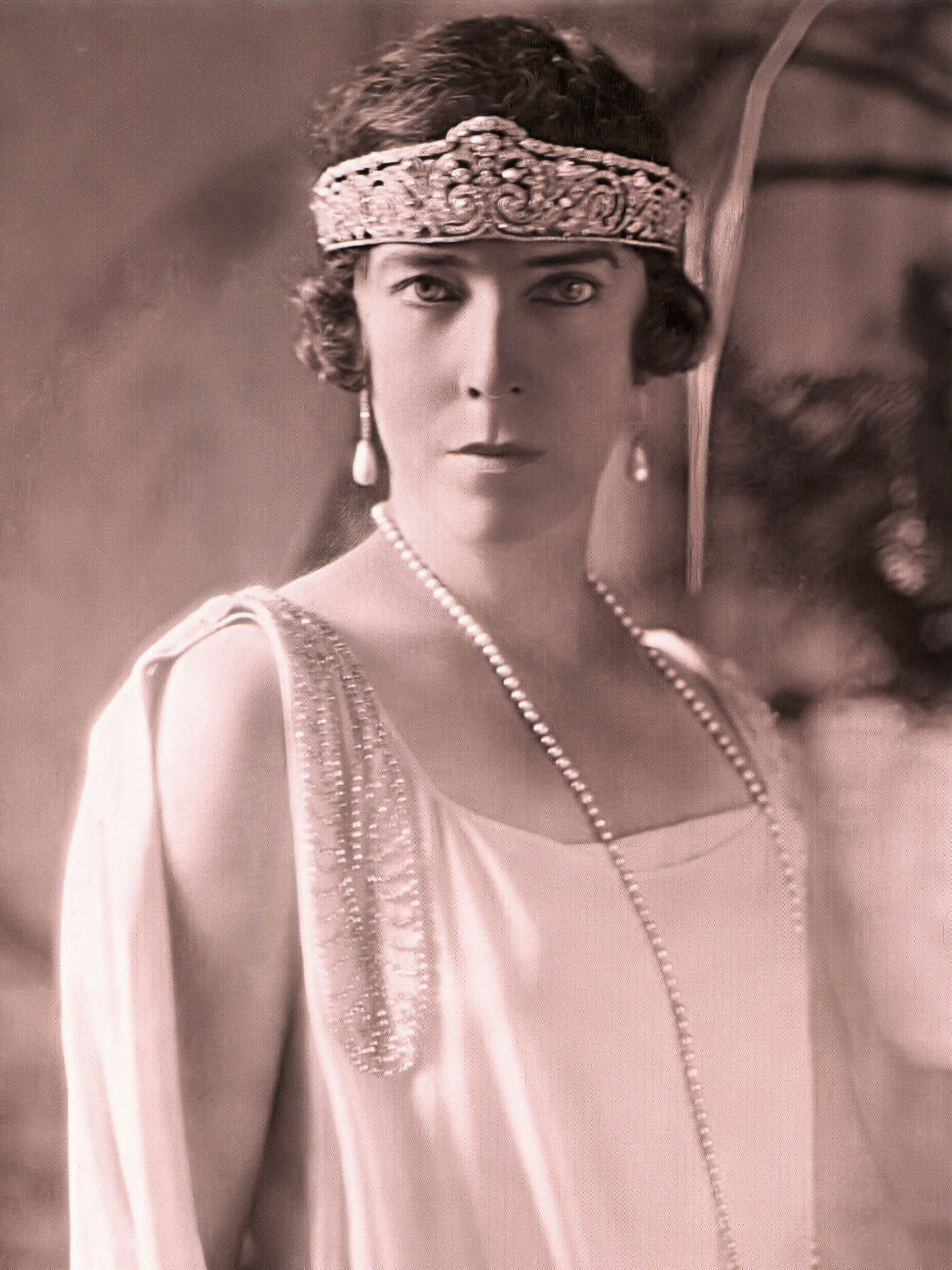
Élisabeth reine des Belges en 1925.

#### Description
Ce numéro retrace le destin d'Élisabeth en Bavière, troisième reine consort des Belges de 1909 à 1934.
L'émission s'attache également à décrypter sa personnalité, à la fois fantasque, curieuse et attachante, ainsi que les relations d'amitié qu'elle entretient avec différentes figures de son temps : Albert Einstein, Jean Cocteau, Albert Schweitzer ou encore Colette.
Le reportage revient enfin sur ses différents voyages à l'étranger, officiels et privés, et notamment son séjour en Égypte où elle assiste à l'ouverture officielle du tombeau de Toutânkhamon.

#### Première diffusion
- France : 11 janvier 2021

#### Accueil critique
Le magazine Télé Z note : « À travers le portrait que le magazine de France 3 lui dresse, se dessine une femme éprise de liberté, de modernité et bien loin de l’image classique d’une souveraine. Un numéro inédit duquel sortent plusieurs informations étonnantes ».

#### Lieux de tournage
Parmi les lieux visités par l'émission, on retrouve notamment les principaux palais de Belgique, comme le palais royal de Bruxelles et le château de Wynendaele. L'émission fait également visiter au téléspectateur l'intérieur du château de Laeken, résidence de la famille royale belge.

#### Liste des principaux intervenants
- Patrick Weber - biographe
- Olivier Defrance - historien
- Philippe Séguy - écrivain
- Francis Balace - historien
- Vincent Dujardin - historien
- Christophe Vauchaudez - historien d’art
- Baudouin D’hoore - archiviste
- Joëlle Chevé - historienne
- Marie Petitot - historienne[9]

### Raphaël, le prodige de la Renaissance

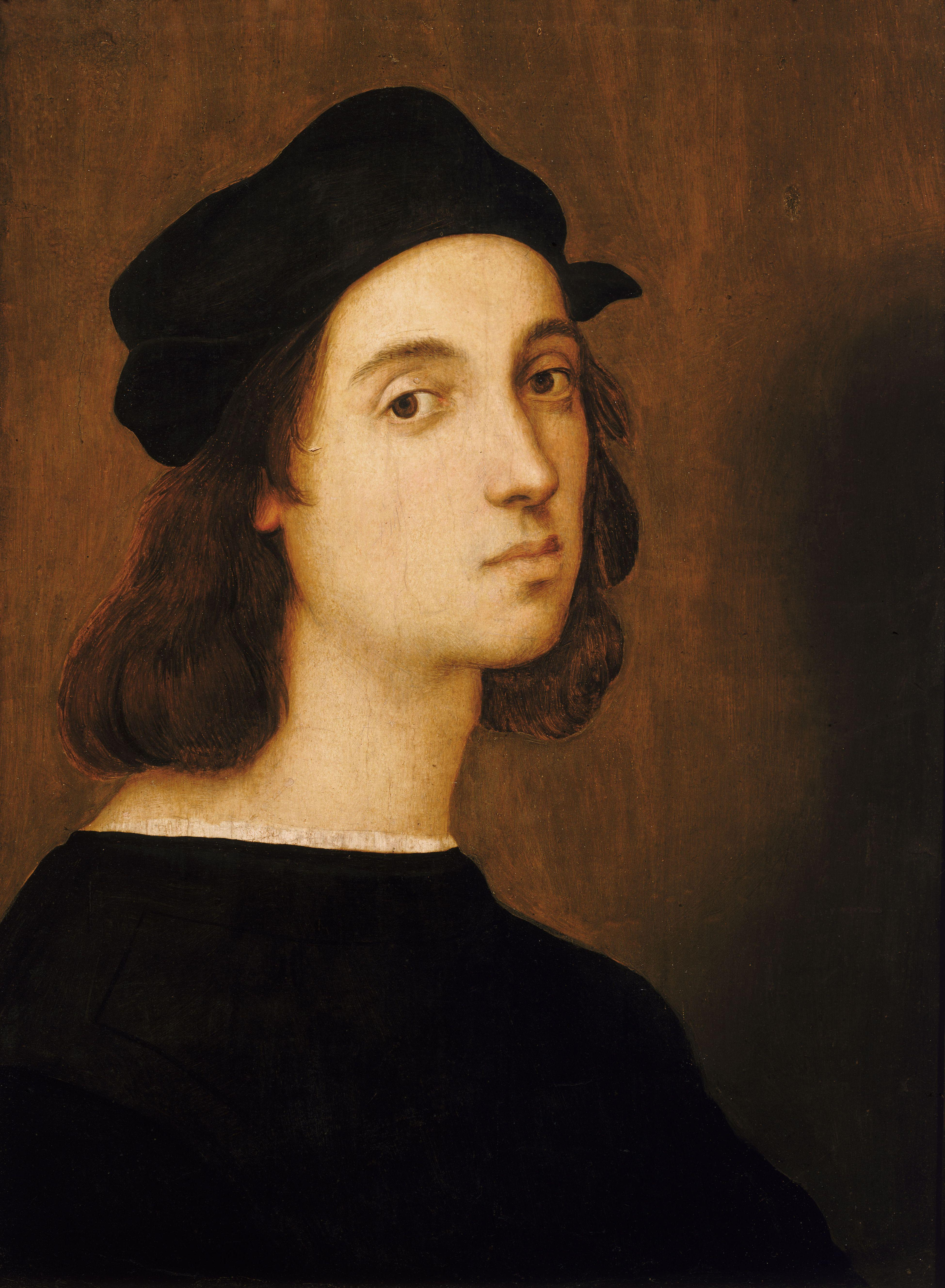
Autoportrait de Raphaël (1506)
Galerie des Offices, Florence.

#### Description
Ce numéro retrace le destin de Raphaël, célèbre peintre et architecte italien de la Renaissance.
L’émission retrace les grandes étapes de sa vie, de sa jeunesse dorée à Urbino à son apothéose romaine, en passant par les palais de Toscane jusqu’au Panthéon à Rome, où il est enterré. Elle décrypte également la personnalité du peintre : son tempérament de séducteur, la douceur de ses mœurs ainsi que sa capacité à faire preuve d'aisance en toute circonstance.
Le reportage tente enfin de percer les secrets de sa mort inexpliquée à 37 ans, qui fut souvent mise sur le compte d’excès d’étreintes amoureuses avec sa maîtresse.

#### Première diffusion
- France : 18 janvier 2021

#### Accueil critique
L'hebdomadaire Marianne note : « Un excellent documentaire passionnant et plein d’anecdotes qui nous plongent au cœur de la Renaissance italienne sur les traces d’un génie lequel a marqué jusqu’à aujourd’hui les canons de la beauté occidentale ».

#### Lieux de tournage
Parmi les lieux visités par l'émission, on retrouve notamment sa maison natale à Urbino, les palais de Toscane, comme le palais Pandolfini, ainsi que le palais Corsini et le Panthéon à Rome, où il est enterré.

#### Liste des principaux intervenants
- Vincent Delieuvin - conservateur en chef au musée du Louvre
- Stefania Tullio-Cataldo - historienne de l’art
- Gennaro Toscano - conseiller scientifique à la Bibliothèque nationale de France
- Caroline Vrand - conservatrice du patrimoine à la Bibliothèque nationale de France
- Mathieu Deldicque - conservateur au musée Condé du château de Chantilly
- Dominique Cordelier - conservateur au Cabinet des dessins du Louvre
- Laurence Aventin - historienne de l’art
- Luigi Bravi - directeur de la maison natale de Raphaël à Urbino
- Giovanni Russo - conservateur en chef du palais ducal d’Urbino
- Valentina White - restauratrice d’art
- Anne-Claire Bour - historienne
- Marilena Caciorna - historienne de l’art[12]

### Joséphine Baker, la fleur au fusil

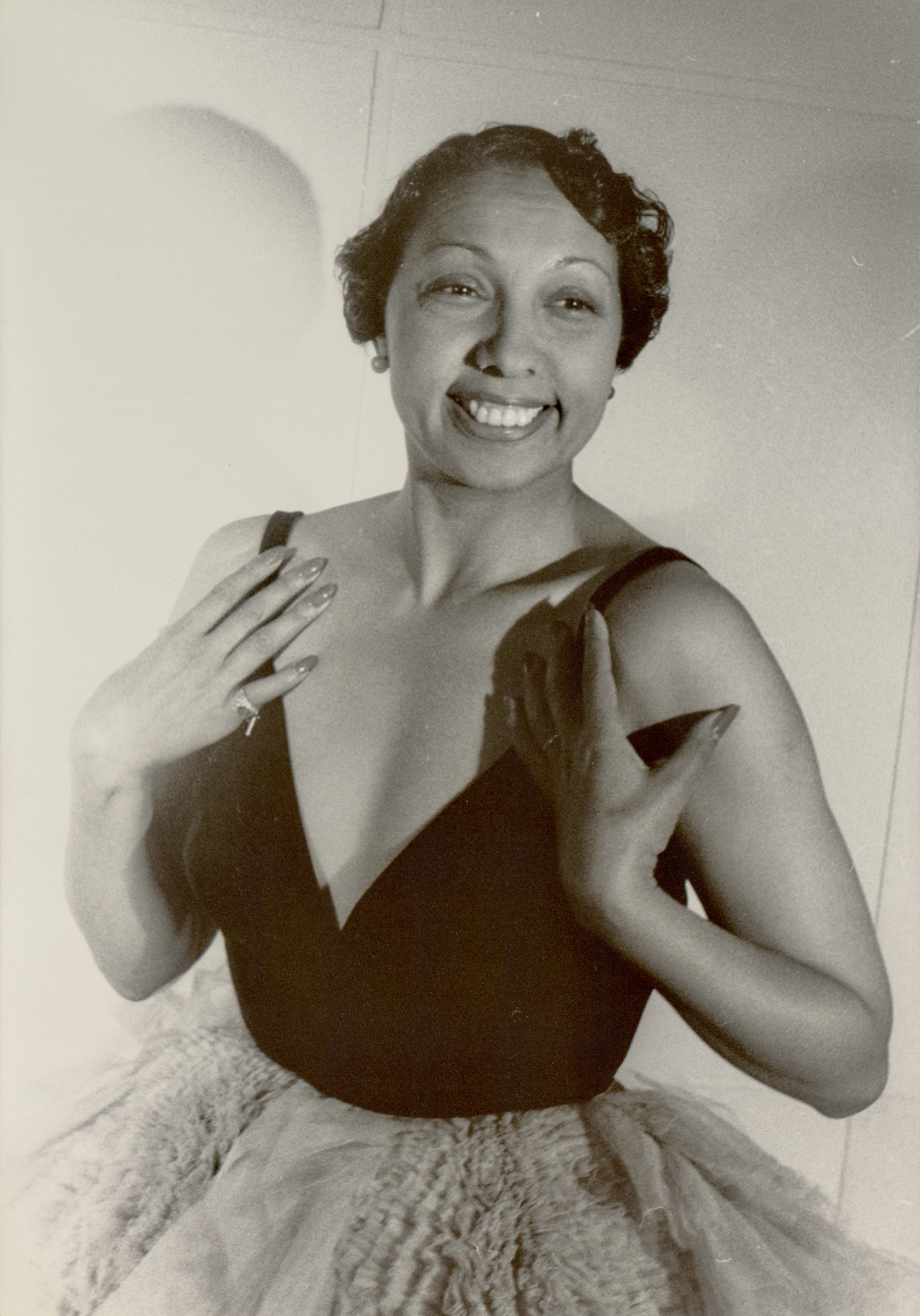
Joséphine Baker photographiée par Carl Van Vechten en 1949.

#### Description
Ce numéro retrace le destin de Joséphine Baker, chanteuse, actrice, meneuse de revue et résistante française d'origine américaine,.
L’émission retrace les grandes étapes de sa vie : son enfance dans le Missouri où elle côtoie la misère, sa carrière dans le music-hall dans les années 1920, ses multiples missions en tant qu’agent de la France libre pendant la Seconde Guerre mondiale, son combat contre la ségrégation raciale, mais aussi ses dernières années difficiles durant lesquelles elle est criblée de dettes.

#### Diffusions
- France : 8 mars 2021
- France : 29 novembre 2021 (rediffusion à l'occasion de sa panthéonisation)

#### Accueil critique
L'hebdomadaire Marianne note : « Une évocation réussie du destin extraordinaire de la reine du music-hall, mélange d’images d’archives et de fiction, le tout ponctué de nombreux témoignages parmi lesquels ceux de quelques-uns de ses enfants adoptifs ».

#### Lieux de tournage
Parmi les lieux visités par l'émission, on retrouve notamment le château des Milandes en Dordogne, où la chanteuse a vécu durant la deuxième partie de sa vie après avoir quitté la scène,.

#### Liste des principaux intervenants
- Line Renaud – chanteuse et actrice
- Michèle Barbier - ancienne secrétaire particulière
- Angélique de Labarre - administratrice du château des Milandes
- Jean-Pierre Pasqualini - journaliste
- Jacques Pessis – journaliste et écrivain
- Mario Stasi - avocat et président de la Licra
- Charles Onana – journaliste et essayiste
- Stéphane Nivet - délégué général de la Licra[16]

### Victor-Emmanuel II, le premier roi d'Italie

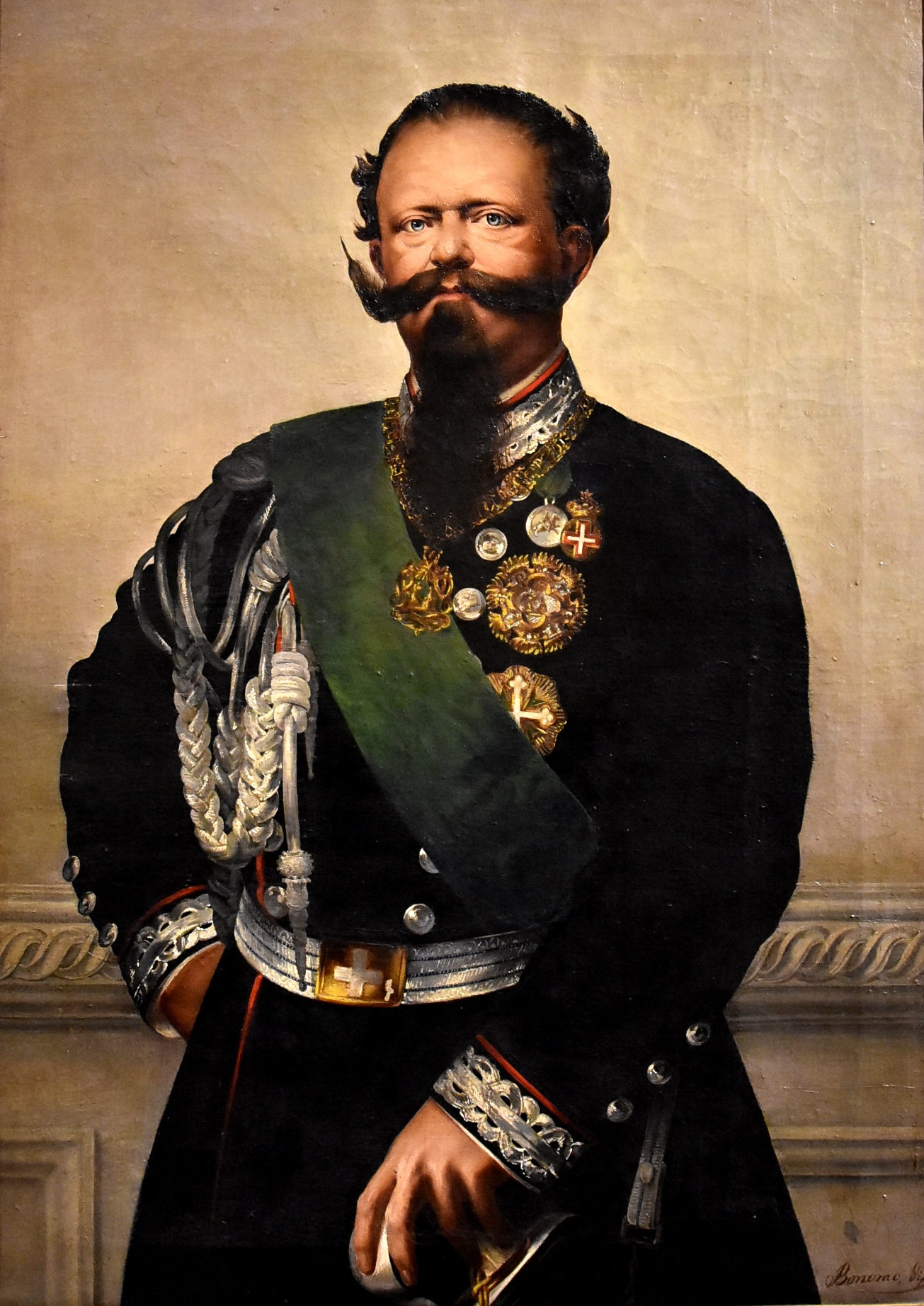
Portrait de Victor-Emmanuel II, roi d'Italie.

#### Description
À l'occasion des 160 ans de l'unité italienne, ce numéro brosse le portrait de Victor-Emmanuel II, duc de Savoie, qui unifia l'Italie à la fin du XIXe siècle.
L’émission revient sur les grandes étapes de sa vie, de son arrivée sur le trône du royaume de Piémont-Sardaigne à son couronnement en tant que roi d’Italie en passant par les différentes guerres d’indépendance.
Elle brosse le portrait d’un roi au caractère à la fois rustique et insolite, féru de chasse et séducteur malgré lui.
Le reportage décrit enfin le rôle qu’ont joué certains personnages clés dans l’unification de l’Italie, comme Giuseppe Garibaldi, Camillo Cavour ou encore l’empereur Napoléon III qui apporta son soutien dans la guerre contre l’Autriche,.

#### Première diffusion
- France : 15 mars 2021

#### Accueil critique
Le magazine Télé-Loisirs note : « Avec un numéro sur les traces du premier roi d'Italie, on passe un bon moment de l'autre côté des Alpes en compagnie de Stéphane Bern ».

#### Lieux de tournage
Parmi les lieux visités par l'émission, on retrouve notamment :
- le palais Carignan, lieu de naissance de Victor-Emmanuel II ;
- le château de Sarre, maison de chasse de Victor-Emmanuel II ;
- les différentes résidences de la maison de Savoie, comme le château royal de Racconigi ou le Borgo Castello nel parco de La Mandria[22] ;
- ainsi que différents régions du sud de la botte italienne.

#### Liste des principaux intervenants
- Gilles Pécout - historien
- Elena Musiani - historienne
- Laura Fournier-Finocchiaro - historienne
- Guy Gauthier - historien
- Pierangelo Gentile - historien
- Adriano Viarengo - historien
- Chiara Teolato - directrice du palais Carignan
- Riccardo Vitale - directeur du château de Racconigi
- Silvia Ghisotti - conservatrice en chef de la Venaria Reale
- Andrea Merlotti - historien
- Luca Avataneo - conservateur en chef du château de la Mandria
- Viviana Maria Vallet - conservatrice du château de Sarre
- Carmine Pinto - historien
- Jean-Paul Potron - conservateur
- Maura Aimar - historienne[22]

### Napoléon, l'exilé de Sainte-Hélène

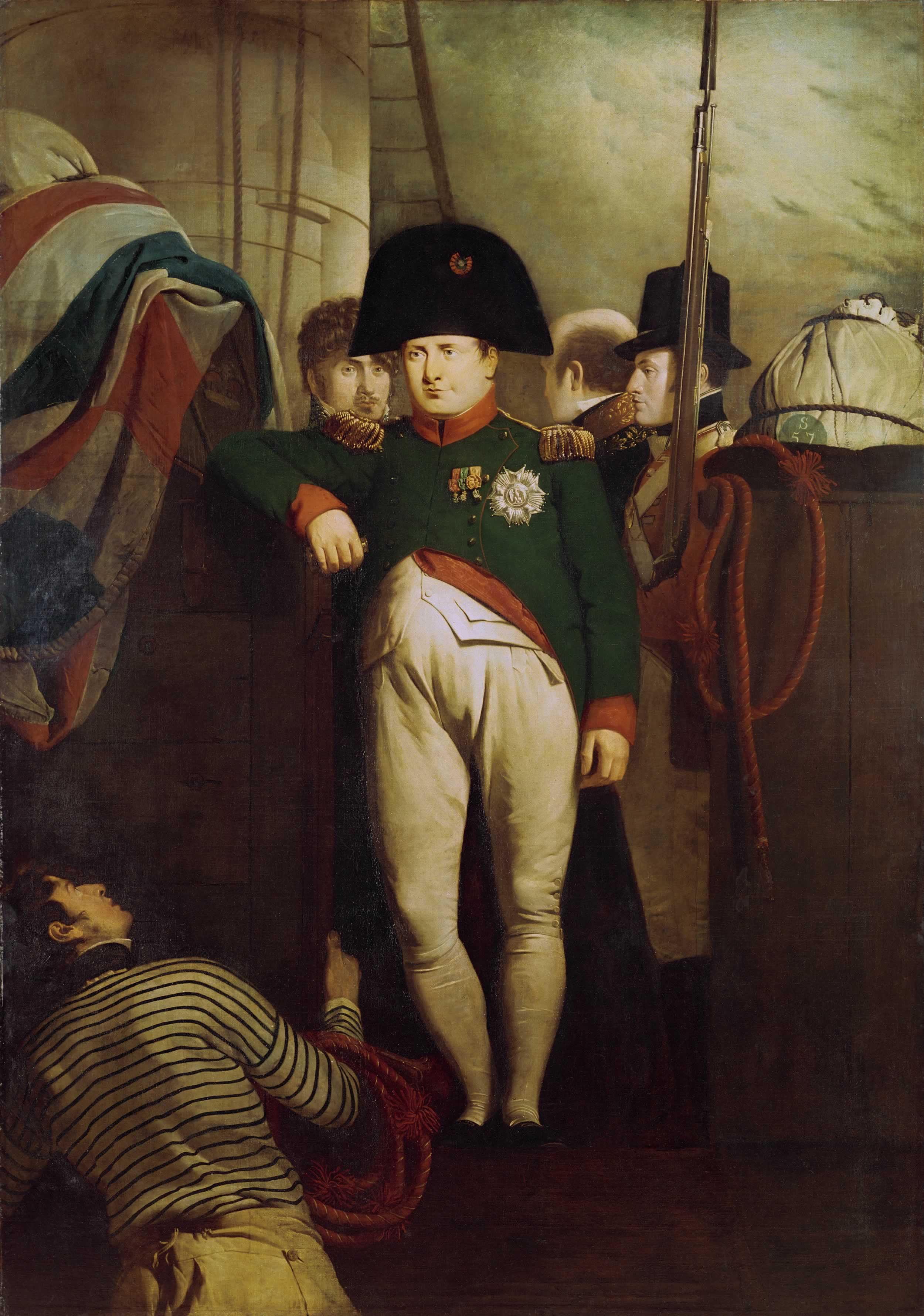
Napoléon Ier à bord du navire, par Charles Lock Eastlake.

#### Description
À l'occasion du bicentenaire de sa mort, ce numéro revient sur l'exil de Napoléon Ier à Sainte-Hélène après sa défaite à la bataille de Waterloo en 1815,.
Alors qu'il espérait jouir d'une retraite tranquille en Amérique, l'empereur déchu est exilé par les Anglais à Sainte-Hélène, une île perdue au beau milieu de l'océan Atlantique.
L'émission revient sur sa lutte sans merci contre le gouverneur-geôlier Hudson Lowe, les querelles entre ses compagnons, la promiscuité, les rats, l'ennui, mais aussi la dépression, la maladie et enfin la mort.
Le reportage décrit également comment l'empereur des Français profite de ses dernières années pour retranscrire ses mémoires, et forger ainsi sa légende.
Le documentaire est enfin l'occasion de découvrir différents lieux emblématiques des six dernières années de sa vie.

Interrogé à ce sujet en avril 2021, Stéphane Bern déclare : 

« Napoléon s’inscrit dans le prolongement de la Révolution, et surtout, il est le concentré des contradictions de son temps. […] Napoléon est l’une des grandes victimes françaises de la cancel culture à l’américaine, ce mouvement qui consiste à critiquer sans connaître, à condamner sans savoir. J’estime que, plutôt qu’être jugé, il mérite d’être étudié. Il nous laisse tant que son œuvre mérite d’être regardée avec recul, sans aduler ni blâmer. »

#### Première diffusion
- France : 19 avril 2021

#### Accueil critique
Le magazine Télécâble Sat Hebdo note : « Le sujet Napoléon est renouvelé grâce à l'axe mettant en avant les dernières années de sa vie que l'on connaît moins. On plonge dans le microcosme de la cour de l'empereur déchu, digne d'un soap ! ».

#### Lieux de tournage
Parmi les lieux visités par l'émission, on retrouve notamment :
- l'île d'Aix
- le château de Fontainebleau
- l'hôtel des Invalides, où repose Napoléon
- le château de Malmaison
- et le musée Bertrand de Châteauroux, qui est l'ancienne demeure d'Henri-Gatien Bertrand, général et fidèle de Napoléon, qui l'accompagna à Sainte-Hélène[23],[25].

En raison des restrictions sanitaires dues à l'épidémie de Covid-19, les tournages de l'émission prévus hors de France ont été annulés. « On devait faire tous les plateaux à Sainte-Hélène mais on aurait dû subir une quarantaine sur place. On a donc tourné à Fontainebleau et aux Invalides. » explique Stéphane Bern.

#### Liste des principaux intervenants
- Jean Tulard - historien
- Thierry Lentz - historien et directeur de la Fondation Napoléon
- Pierre Branda - historien
- Patrice Gueniffey - historien
- Philippe Séguy - journaliste
- Charles-Eloi Vial - historien
- Emilie Robbe - historienne
- Léa Charliquart - historienne
- Christophe Pincemaille - conservateur
- Tim Clayton - historien
- Andrew Roberts - historien[29]

### Marie de Bourgogne: seule contre tous

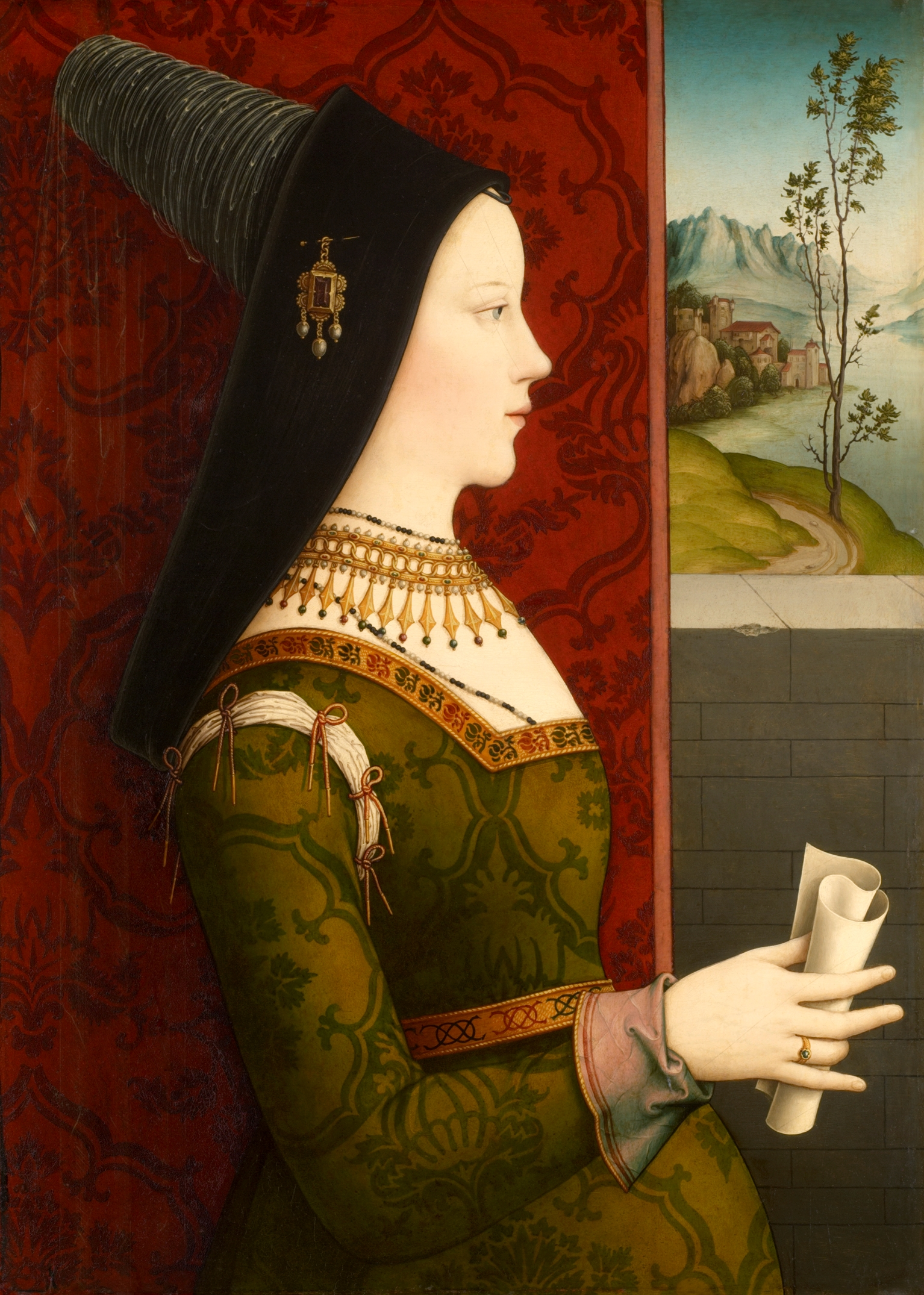
Portrait de Marie de Bourgogne.

#### Description
Ce numéro retrace le destin de Marie de Bourgogne, duchesse de Bourgogne et fille unique du duc Charles le Téméraire,.
L'émission revient sur les grandes étapes de sa vie : la mort tragique de son père Charles le Téméraire qui la propulse à la tête du duché de Bourgogne à seulement 19 ans, la situation économique difficile du duché, sa lutte incessante contre le roi de France Louis XI, son mariage avec Maximilien d'Autriche, jusqu'à sa mort accidentelle en 1482 des suites d'une chute de cheval.

Interviewé au sujet de l'émission, Stéphane Bern confie : 

« Le roi Louis XI, son parrain, apparaît peu sympathique dans l’émission. Il presse sa filleule et lui fait la guerre mais c’est finalement en unissant le sort des Pays-Bas Bourguignons à la maison de Habsbourg, que Marie tracera une voie vers le Saint-Empire romain germanique, celui dont héritera son petit-fils Charles Quint. »

#### Première diffusion
- France : 26 avril 2021

#### Lieux de tournage
Parmi les lieux visités par l'émission, on retrouve notamment :
- le palais des ducs de Bourgogne à Dijon [31]
- le château de Germolles
- la ville de Bruges
- le château de Grandson en Suisse[30].

En raison de la fermeture des frontières en 2020 due à l'épidémie de Covid-19, l'équipe de tournage de Secrets d'histoire n'a pas pu se rendre en Suisse pour le tournage. Comme l'explique le conservateur du musée du château de Grandson Camille Verdier, c'est une équipe locale qui a donc réalisé les tournages : 

« C’était une très bonne surprise, on ne s’y attendait pas. Nous avons été contactés et tout s’est très rapidement mis en place. En raison du confinement et de la fermeture des frontières, c’est une équipe genevoise qui a assuré les prises, en présence de la réalisatrice. »

#### Liste des principaux intervenants
- Bertrand Schnerb - historien
- Elodie Lecuppre-Desjardin - historienne
- Estelle Doudet - historienne
- Jonathan Dumont - historien
- Bart Van Loo - romancier
- Amable Sablon du Corail - historien
- Lydwine Scordia - historienne[34]

### Toussaint Louverture, la liberté à tout prix

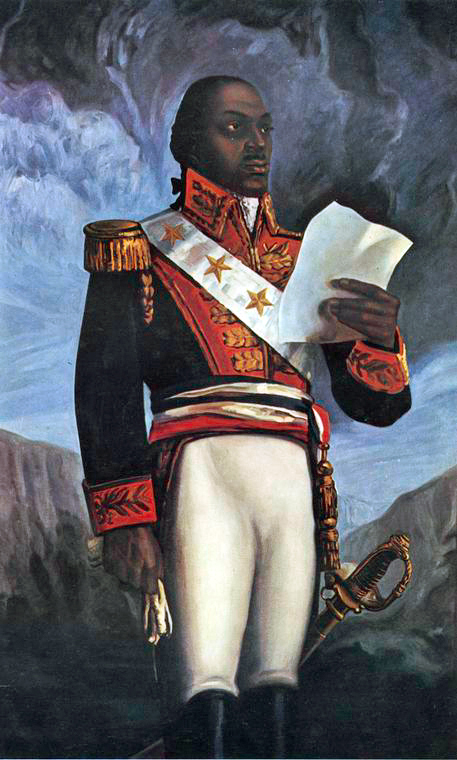
Portrait du général Toussaint Louverture.

#### Description
Ce numéro brosse le portrait de Toussaint Louverture, général et homme politique franco-haïtien, qui fut l'une des grandes figures de l'anticolonialisme et de l'émancipation des Noirs.
Le documentaire retrace les grandes étapes de sa vie : ses origines africaines, sa condition d'esclave dans la colonie française de Saint-Domingue (actuelle Haïti), son affranchissement puis sa nomination en tant que général de division de la République française mais également sa rivalité avec Napoléon Bonaparte et enfin sa lutte pour libérer les esclaves de Saint-Domingue.
L'émission brosse le portrait d'un meneur d'hommes, à la fois séducteur et visionnaire.
Elle présente également différents personnages emblématiques de la lutte contre l'esclavage : « Solitude », une femme métisse devenue une légende de la liberté en Guadeloupe, l'abbé Grégoire, figure de la Révolution Française qui a permis la première abolition de l'esclavage en 1794 ou encore l'homme politique français Victor Schœlcher, celui qui a obtenu son abandon total par la France en 1848.

En tournage pour l’occasion au fort de Joux en mars 2021, Stéphane Bern explique :

« J’ai rajouté au programme de Secrets d'histoire cette année une émission pour le 10 mai sur l’abolition de l’esclavage. C’est dans l’air du temps, nous avons vraiment besoin de nous rappeler de Toussaint Louverture. Cela permet de réconcilier les mémoires et les populations qui forment la nation française. »

#### Première diffusion
- France : 10 mai 2021

#### Lieux de tournage
Parmi les lieux visités par l'émission, on retrouvera notamment :
- le fort de Joux dans le département du Doubs, où il fut emprisonné[37]
- la Maison de la Négritude et des Droits de l'Homme à Champagney[38].
- et le musée du Nouveau Monde situé à La Rochelle[39].

Lors du tournage au fort de Joux, Stéphane Bern déclare : 

« Je trouve que c’est toujours intéressant de raconter l’Histoire dans les lieux où elle s’est déroulée, et je n’aurais manqué pour rien au monde de découvrir ce magnifique château de Joux. »

#### Liste des principaux intervenants
- Dany Laferrière - écrivain
- Rokhaya Diallo - journaliste et militante antiraciste
- Pierre Buteau - historien haïtien
- Jacques de Cauna - historien
- Frédéric Régent - historien
- Jean-Christian Petitfils - historien
- Pierre Branda - historien[35]

### Philippe le Bel et l'étrange affaire des Templiers

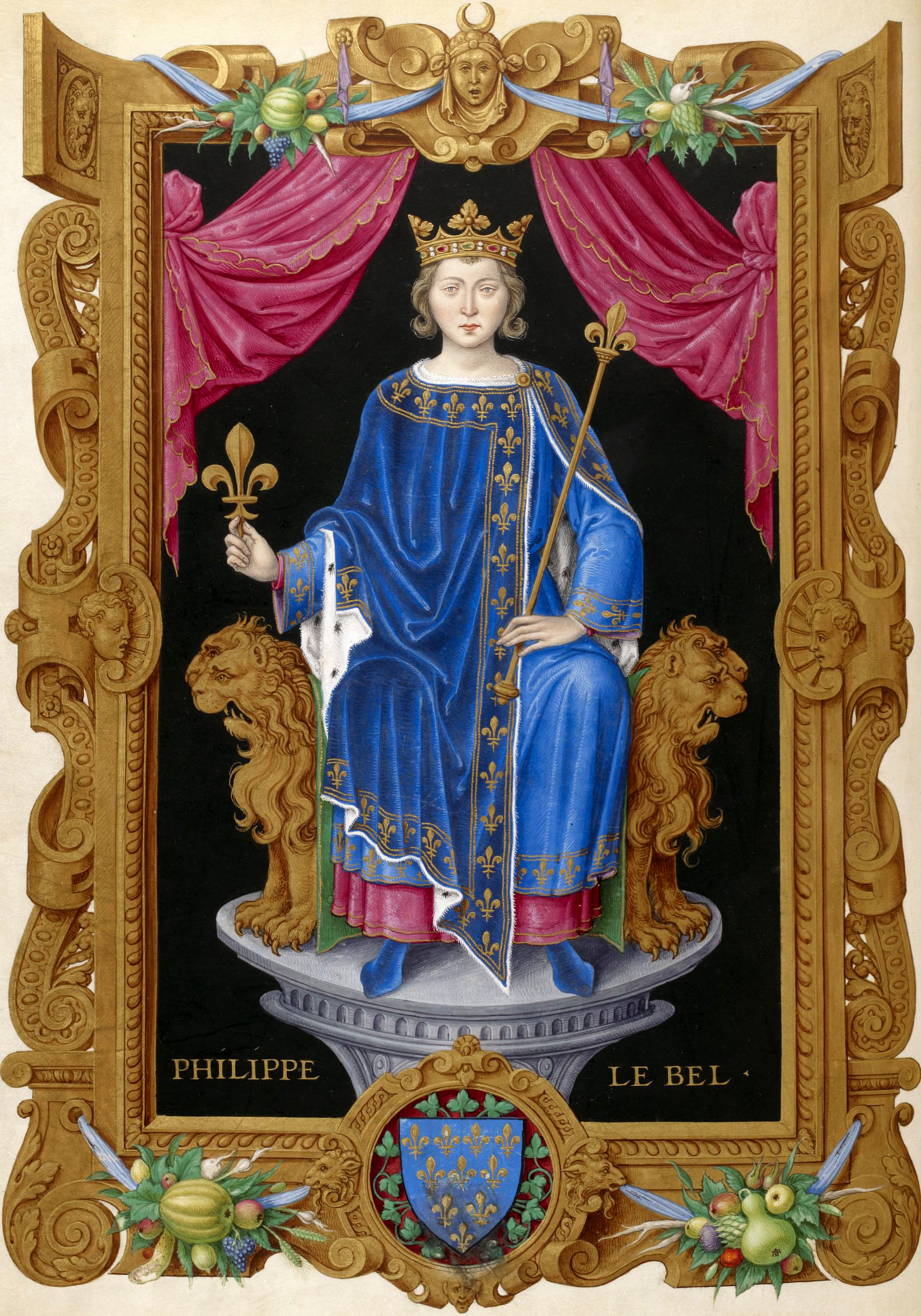
Philippe IV le Bel d'après le Recueil des rois de France de Jean du Tillet, vers 1550 (BnF)

#### Description
Ce numéro brosse le portrait du roi de France Philippe IV le Bel, qui est resté célèbre pour avoir mis fin à l'Ordre des Templiers.

Interrogé lors d'un tournage à Sainte-Eulalie-de-Cernon, Stéphane Bern explique : 

« C’est une raison beaucoup plus politique et beaucoup plus financière que religieuse. Le procès était un tissu de mensonges depuis le début. [..] Moi je ne suis que le liant. Dans Secrets d’Histoire, ce sont les historiens les plus pointus sur la question qui interviennent et qui donnent parfois des avis contradictoires, ce qui est intéressant. Cela permet aux téléspectateurs de se faire une opinion. »

#### Première diffusion
- France : 20 septembre 2021

#### Accueil critique
Le magazine Télé-Loisirs note : « Comme souvent dans l’émission de Stéphane Bern, les reconstitutions avec acteurs semblent kitsch et bien maladroites. C’est d’autant plus dommage qu’avec ses riches témoignages, l’animateur propose un récit passionnant sur un épisode historique qui n’a pas encore livré tous ses secrets, mais qui s’avère toujours fascinant. »

#### Lieux de tournage
Parmi les lieux visités par l'émission, on retrouvera notamment :
- la forteresse royale de Chinon où ont été enfermés Jacques de Molay et quatre autres grands dignitaires de l'Ordre des Templiers[44].
- La commanderie d'Avalleur, de Sainte-Eulalie-de-Cernon et de La Couvertoirade, qui sont des anciennes forteresses des Templiers et des Hospitaliers[45],[46],[47].
- La ville de Sainte-Eulalie-de-Cernon[42]

Interviewée par le quotidien La Nouvelle République, la responsable du château Marie-Eve Scheffer voit dans cette émission une opportunité d'accueillir de nouveaux touristes: « Tous ces tournages contribuent au rayonnement du site, ça donne à voir des images de la forteresse qui donnent forcément envie aux téléspectateurs de venir sur place ».

#### Liste des principaux intervenants
Parmi les intervenants, on retrouve notamment :
- Xavier Hélary - historien
- Julien Théry - historien
- Philippe Josserand - historien
- Christelle Balouzat-Loubet - historienne[48]
- Ghislain Brunel -conservateur aux Archives nationales
- Valérie Toureille - historienne
- Patrick Demouy - historien
- Michel Sapin - ancien ministre des Finances
- Thierry Leroy - historien
- Arnaud Baudin - historien
- Victor Rivera Magos - historien
- Marie-Ève Scheffer - responsable de la forteresse royale de Chinon
- Monique Dollin du Fresnel - historienne
- Dominique Vingtain - conservatrice du Palais des papes
- Antoinette Gorioux - responsable du fort Saint-André
- S.E. Dominique le Prince de La Rochefoucauld-Montbel - Grand Hospitalier de l’Ordre de Malte[49]

### Louis XV et la Bête du Gévaudan

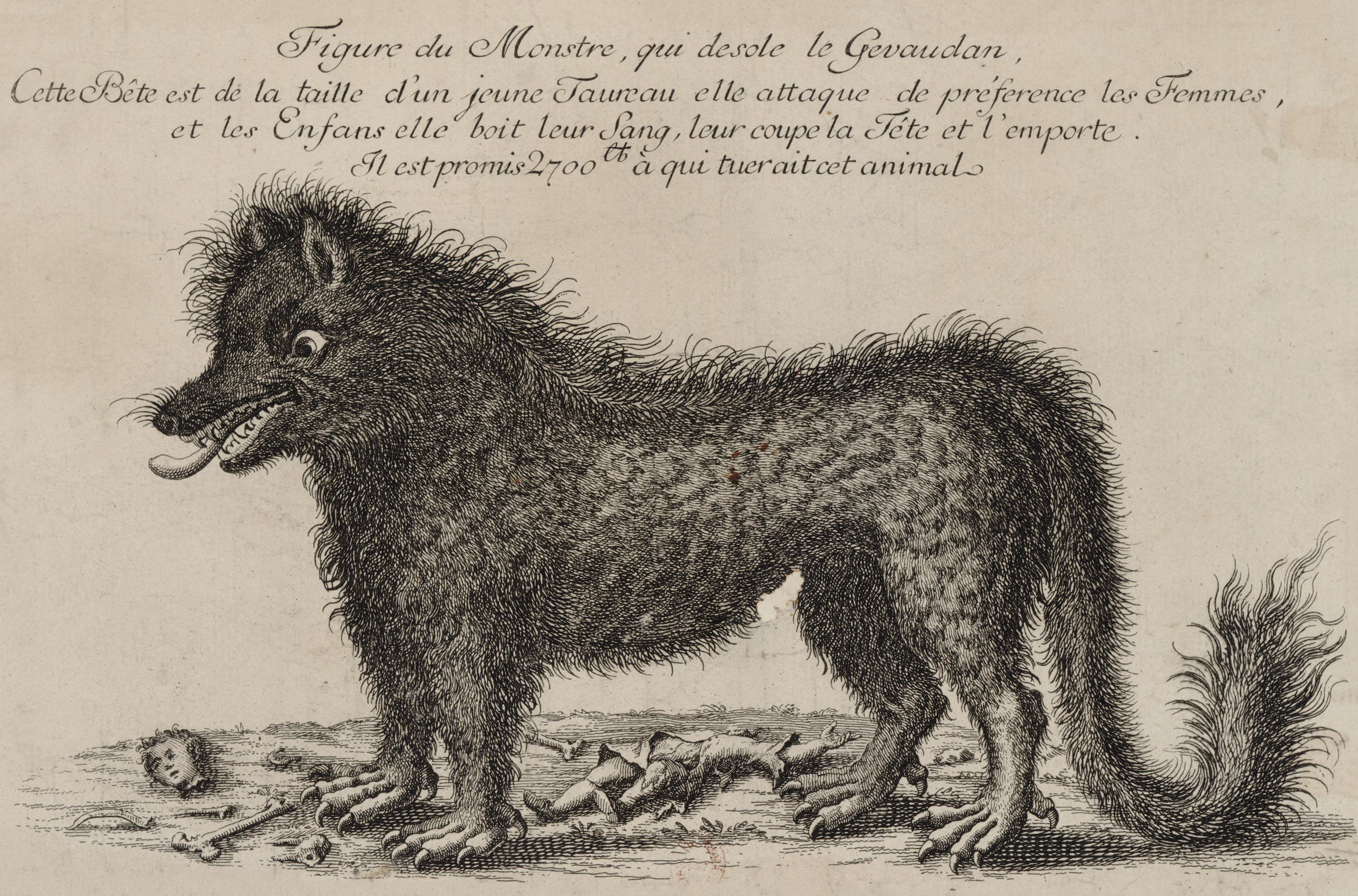
« Figure du Monstre qui désole le Gévaudan ».
Gravure sur cuivre de 1764-1765.

Ce numéro se penche sur le mystère de la Bête du Gévaudan, une bête féroce qui terrorisa la province du Gévaudan (actuelle Lozère) entre 1764 et 1767, et qui aurait fait près d’une centaine de victimes.
Cette histoire a inspiré de nombreuses de fictions comme le film Le Pacte des loups ou La bête du Gévaudan 1764-1765 deux ans à tuer, dont certaines images ont été intégrées à l'émission.
Au niveau économique, le département de la Lozère espère que cette émission permettra également d'attirer plus de touristes à l'approche des vacances de la Toussaint. « Le média télé est celui qui a le plus d'impact, avec des effets à court, moyen et long terme » explique ainsi Eric Debenne, directeur de Lozère tourisme.
Il s'agit d'une mise à jour d'une émission qui traitait déjà de ce sujet lors de deuxième saison de l'émission en 2008 alors au format de une heure et diffusé le dimanche après-midi, intitulée Quel est le mystère de la bête du Gévaudan ?.

#### Première diffusion
- France : 27 septembre 2021[53]

#### Accueil critique
Le magazine Télé 7 jours note : « L'émission sur la bête du Gévaudan traîne un peu en longueur, multiplie les "spécialistes" qui racontent souvent la même chose et ne commence à éveiller l'intérêt véritablement que dans son dernier tiers lorsqu'elle décrypte les implications de cette drôle d'affaire qui éveillera l'attention jusqu'en Amérique ».

#### Lieux de tournage
Parmi les lieux visités par l'émission, on retrouvera notamment :
- le château d'Apcher[50]
- le château-musée de Gien[55].
- le cheylard d'Aujac
- le château de la Baume[51]

#### Liste des principaux intervenants
Parmi les intervenants, on retrouve notamment :
- Soline Anthore-Baptiste - historienne
- Nicolas Baptiste - historien
- Jean-Paul Chabrol - historien
- Bruno Jaudon - historien
- Évelyne Lever - historienne
- Jean-Christian Petitfils - historien
- Guy Crouzet - historien
- Yannick Séité - historien de la littérature
- Oriane Beaufils - conservateur du patrimoine au château de Fontainebleau
- Alexandre Maral - conservateur général au château de Versailles
- Hélène Delalex - conservatrice du patrimoine au château de Versailles
- Clément Oury - conservateur à la bibliothèque du Muséum national d’histoire naturelle
- Dominique Prévôt - conservateur au musée de l’Armée
- Pauline Gendry - directrice des archives de la Lozère
- Magali Lacousse - archiviste paléographe aux Archives nationales
- Jean-Marc Moriceau - professeur d’histoire moderne à l’université de Caen
- Alexandre Astier - réalisateur
- Alain Bonet - écrivain
- Catherine Hermary-Vieille - écrivain[56],[57]

### Émile Zola, la vérité quoi qu'il en coûte!

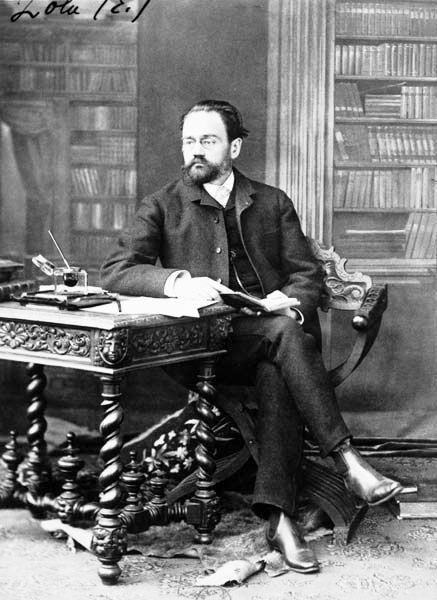
Émile Zola, photographié par le photographe Nadar (avant 1880).

#### Description
Ce numéro retrace la vie d'Émile Zola, écrivain et journaliste français et figure emblématique de la littérature française à la fin du XIXe siècle.
Le documentaire retrace les grandes étapes de sa vie de son enfance à Aix-en-Provence jusqu'à sa mort mystérieuse à Paris en 1902, tout en faisant visiter les lieux qui ont inspiré ses romans comme les mines du Nord ou les grands magasins parisiens.
L'émission dresse le portrait d'un travailleur acharné et d'un homme épris de justice et de vérité. Elle évoque également sa double vie, entre Alexandrine, son épouse et la mère de ses enfants, et Jeanne, une lingère de 27 ans plus jeune que lui.

#### Première diffusion
- France : 15 novembre 2021

Lieux de tournage
 
Parmi les lieux visités par l'émission, on retrouvera notamment la maison d'Émile Zola à Médan ainsi que le centre historique minier de Lewarde sur lequel l'écrivain avait enquêté dans le cadre de la préparation de son roman Germinal.

#### Liste des principaux intervenants
- Fabrice Luchini - acteur
- Virginie Girod - historienne
- Philippe Oriol - historien
- Jean Garrigues - historien et universitaire
- Bruno Fuligni - historien et écrivain
- Gérard Dumont - historien
- Alain Pagès - historien de la littérature
- Évelyne Bloch-Dano - biographe
- Isabelle Delamotte - biographe
- Valentine Del Moral - biographe
- Philippe Séguy - écrivain
- Jean-Paul Delfino - écrivain
- Sylvie Patry - conservatrice au Musée d’Orsay
- Eléonore Reverzy - professeur de littérature à l'Université de la Sorbonne nouvelle
- Jean-Luc Mélenchon - homme politique
- Danièle Thompson - cinéaste
- Martine Leblond-Zola - vice Présidente de la Maison Zola – Musée Dreyfus[59]

### Gustave Flaubert, la fureur d'écrire!

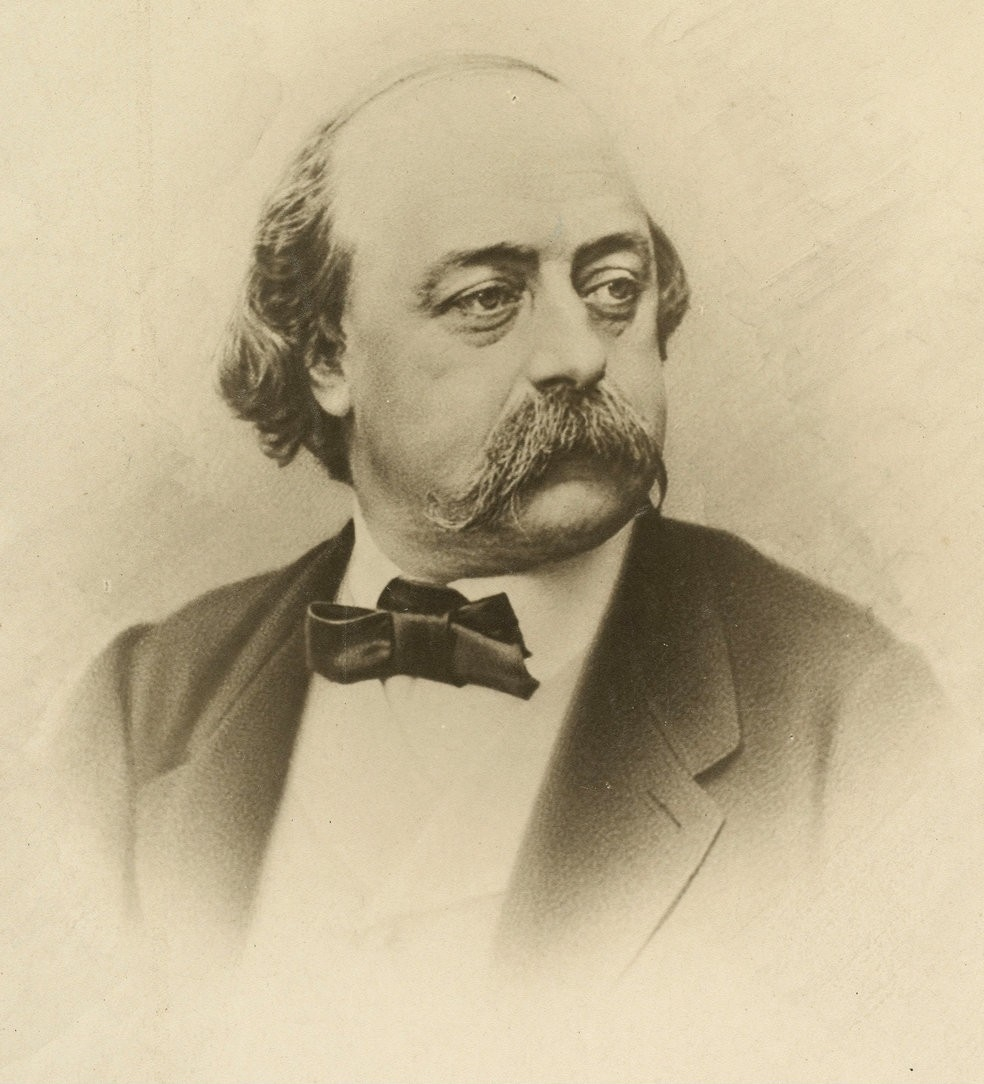
Gustave Flaubert photographié par Nadar (vers 1865-1869).

#### Description
Ce numéro retrace le destin de l’écrivain Gustave Flaubert, l’un des plus grands romanciers français du XIXe siècle.
L'émission brosse le portrait d'un homme complexe, qui place l’art avant toute chose, et fuit la célébrité et le mariage.
Elle revient également sur ses rencontres avec George Sand et Charles Baudelaire. Elle fait aussi découvrir différents objets du pavillon Flaubert, un registre d’emprunt de documents ainsi que des manuscrits du roman Madame Bovary.

#### Première diffusion
- France : 6 décembre 2021

#### Lieux de tournage
Parmi les lieux visités par l'émission, on retrouvera notamment :
- Le Musée national de l'Éducation
- Le Musée Flaubert et d'histoire de la médecine
- Le Musée des Beaux-Arts de Rouen
- La bibliothèque patrimoniale Jacques-Villon de Rouen[60],[63]

#### Liste des principaux intervenants
- Michel Winock - historien
- Guy Gauthier - historien
- Pierre-André Hélène - historien
- Virginie Girod - historienne
- Joëlle Chevé - historienne
- Yvan Leclerc - professeur de lettres modernes à l'université de Rouen
- Sophie Demoy-Derotte - directrice du musée Gustave Flaubert
- Caroline Louet - directrice du château de Martainville
- Frédérique Lurol - directrice du château de Monte-Cristo
- Jean-Baptiste Chantoiseau - Elève-conservateur à l'institut national du Patrimoine
- Jacques Weber - acteur
- Philippe Séguy - écrivain
- Marie Durel - écrivaine
- Emmanuel Pierrat - écrivain et avocat
- Valérie Duclos - journaliste et auteure
- Sandra Glatigny - chercheuse et écrivaine
- Nathalie Romatet - propriétaire du château de Miromesnil[64],[62]

## Diffusion
L'émission est diffusée le lundi en prime-time sur France 3, à partir du 4 janvier 2021. Chaque numéro dure entre 1 heure 30 et 2 heures.

## Audiences
Le premier numéro de la saison, consacré à l'empereur Néron, obtient un score moyen (1,9 million de téléspectateurs), légèrement supérieur à celui du dernier numéro de 2020 consacré à Beethoven (1,85 million).
À la suite du décès de Philip Mountbatten le 9 avril 2021, l'émission qui lui consacrée, intitulée Le Prince Philip au service de Sa Majesté, est rediffusée le jour même.
| Type        | Diffusion         | Titres                                              | Description                                                               | Nombre de téléspectateurs | Part d'audience |
| ----------- | ----------------- | --------------------------------------------------- | ------------------------------------------------------------------------- | ------------------------- | --------------- |
| Inédit      | 4 janvier 2021    | Néron, le tyran de Rome                             | Portrait de l'empereur Néron.                                             | 1 902 000                 | 8.2 %           |
| Inédit      | 11 janvier 2021   | Élisabeth, la drôle de Reine de Belgique            | Portrait de la reine Élisabeth en Bavière.                                | 2 128 000                 | 9.3 %           |
| Inédit      | 18 janvier 2021   | Raphaël, le prodige de la Renaissance               | Portrait du peintre Raphaël.                                              | 1 945 000                 | 8.7 %           |
| Rediffusion | 25 janvier 2021   | Agnès Sorel, première des favorites                 | Portrait d'Agnès Sorel.                                                   | 1 991 000                 | 8.6 %           |
| Inédit      | 8 mars 2021       | Joséphine Baker, la fleur au fusil                  | Portrait de Joséphine Baker                                               | 1 779 000                 | 7.8 %           |
| Inédit      | 15 mars 2021      | Victor-Emmanuel II, le premier roi d'Italie         | Portrait de Victor-Emmanuel II                                            | 1 680 000                 | 7,4%            |
| Rediffusion | 22 mars 2021      | Chevalier d'Éon, sans contrefaçon je suis un espion | Portrait de Charles d'Éon de Beaumont                                     | 1 669 000                 | 7,2%            |
| Rediffusion | 29 mars 2021      | Aliénor d'Aquitaine, une rebelle au Moyen Âge       | Portrait d'Aliénor d'Aquitaine                                            | 1 975 000                 | 8,3%            |
| Rediffusion | 9 avril 2021      | Le Prince Philip au service de Sa Majesté           | Portrait de Philip Mountbatten                                            | 1 712 000                 | 6,9%            |
| Inédit      | 19 avril 2021     | Napoléon, l'exilé de Sainte-Hélène                  | Retour sur l'exil de Napoléon Ier à Sainte-Hélène                         | 1 745 000                 | 7,6 %           |
| Inédit      | 26 avril 2021     | Marie de Bourgogne : seule contre tous              | Portrait de Marie de Bourgogne                                            | 1 638 000                 | 6,8%            |
| Rediffusion | 3 mai 2021        | Voltaire ou la liberté de penser                    | Portrait de Voltaire                                                      | 1 907 000                 | 8,3%            |
| Inédit      | 10 mai 2021       | Toussaint Louverture, la liberté à tout prix        | Portrait de Toussaint Louverture                                          | 1 441 000                 | 6,4%            |
| Rediffusion | 17 mai 2021       | Jean de La Fontaine, l'homme à fables               | Portrait de Jean de La Fontaine                                           | 2 011 000                 | 8.8%            |
| Rediffusion | 14 juin 2021      | Louis XV et Marie Leczinska, tromperie à Versailles | Portraits croisés de Louis XV et de son épouse la reine Marie Leszczyńska | 1 820 000                 | 9%              |
| Inédit      | 20 septembre 2021 | Philippe Le Bel et l'étrange affaire des Templiers  | Portrait de Philippe IV le Bel                                            | 1 836 000                 | 8,3%            |
| Inédit      | 27 septembre 2021 | Louis XV et la Bête du Gévaudan                     | Retour sur le mystère de la Bête du Gévaudan                              | 1 878 000                 | 9,1%            |
| Inédit      | 15 novembre 2021  | Émile Zola, la vérité quoi qu'il en coûte !         | Portrait d'Émile Zola                                                     | 1 476 000                 | 7,9 %           |
| Rediffusion | 22 novembre 2021  | Thérèse, la petite sainte de Lisieux                | Portrait de Thérèse de Lisieux.                                           | 1 376 000                 | 6,3%            |
| Rediffusion | 29 novembre 2021  | Joséphine Baker, la fleur au fusil                  | Portrait de Joséphine Baker                                               | 1 338 000                 | 6%              |
| Inédit      | 6 décembre 2021   | Gustave Flaubert, la fureur d'écrire !              | Portrait de Gustave Flaubert                                              | 1 374 000                 | 6,4%            |